# Göta Lejon
För andra betydelser, se Göta lejon.

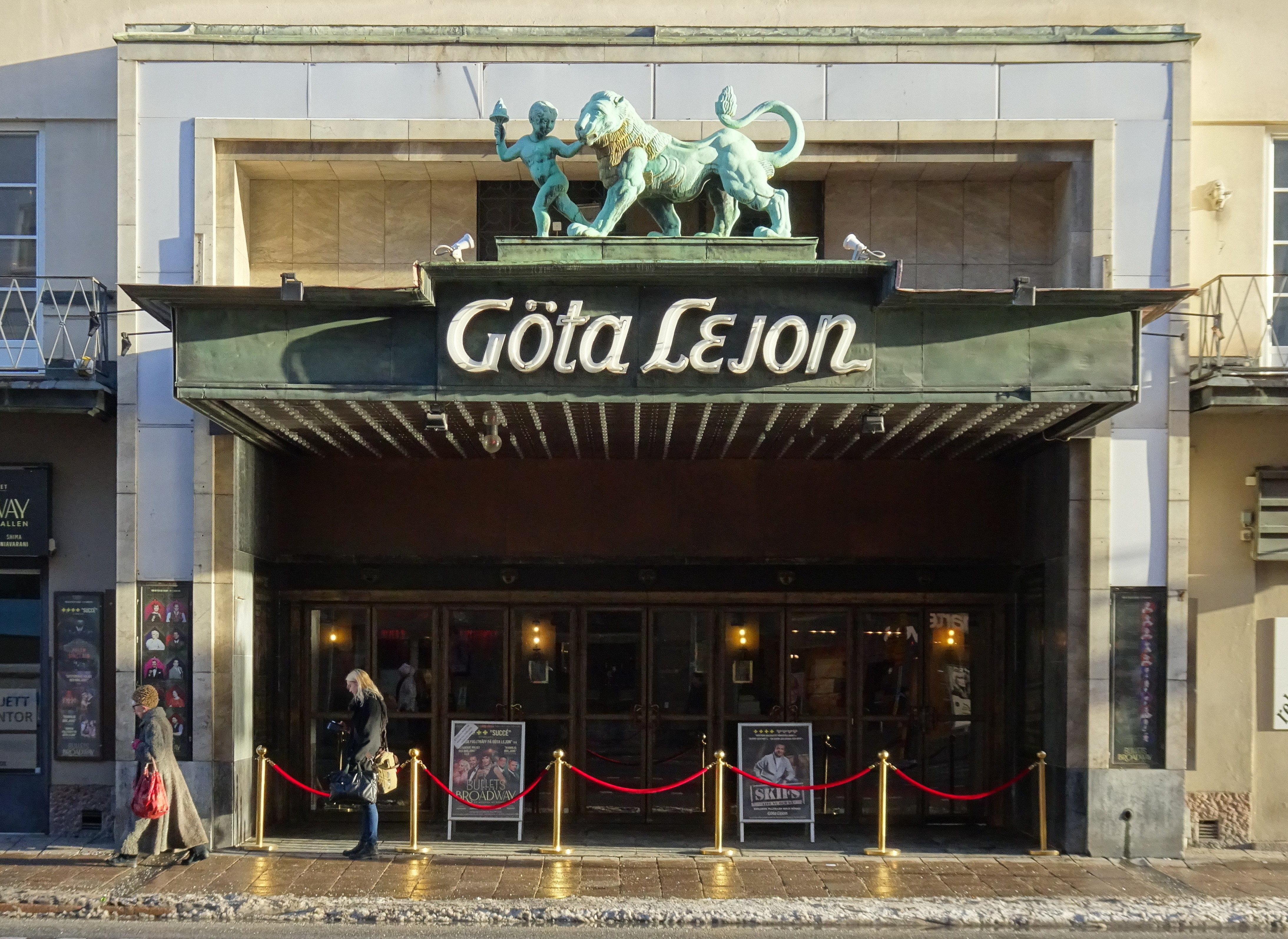
Göta Lejon, entrén, januari 2017.

Göta Lejon är en teater- och biografbyggnad på Götgatan 55 i stadsdelen Södermalm i Stockholm. 

## Allmänt
Göta Lejon är centrum i affärs- och bostadshuset i det så kallade Götgatspalatset, i kvarteret Vägaren på Götgatan 53–57. Huset byggdes åren 1926–1928 efter ritningar av arkitekt Birger Borgström. Arkitektoniskt har huset en kvarterslång putsfasad med en stram modernism på neoklassicismens grund med betoning av horisontaliteten genom markerade våningsband.
Göta Lejon öppnade som en SF-biograf den 25 januari 1928 med 1307 platser inklusive 541 på läktaren. Den var då Stockholms näst största biograf, från 1940 den största. Entrén har en baldakin klädd med kopparplåt krönt med ett kopparlejon av Einar Forseth, som även har dekorerat salongen. Den är utsmyckad med stuckarbeten av Nils Enberg och Carl Elmberg; dessutom finns stuck i entréhallen av konstnären Hugo Borgström. Läktaren är utsmyckad med muser av skulptören Carl-Oscar Avén. Teatern har last- och sceningångar på både Folkungagatan och Kocksgatan. På platsen låg tidigare krogen Källaren Hamburg som revs 1912.

## Historiska händelser

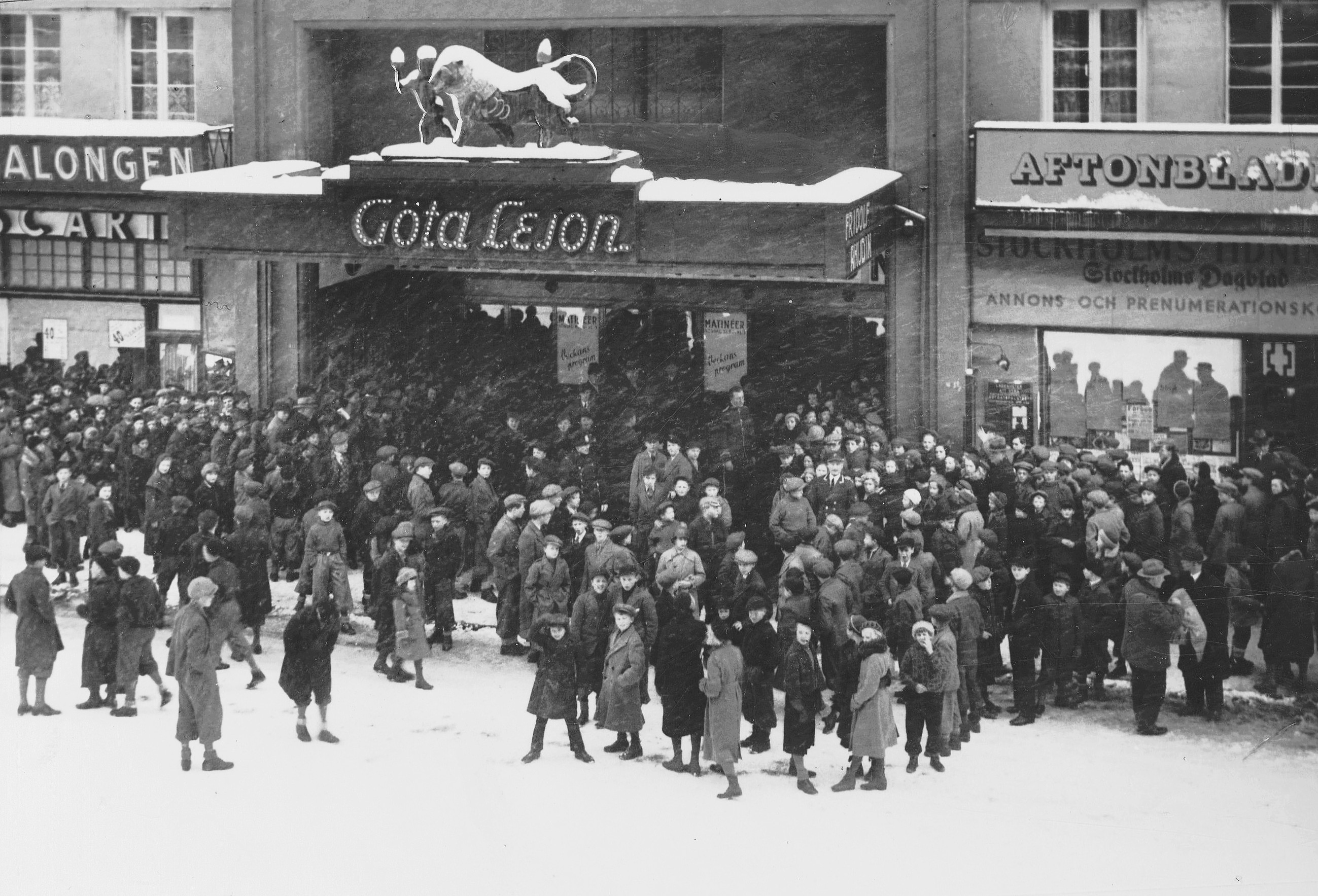
Göta Lejon på 1930-talet, man ger "Hemliga Svensson" med Fridolf Rudin.

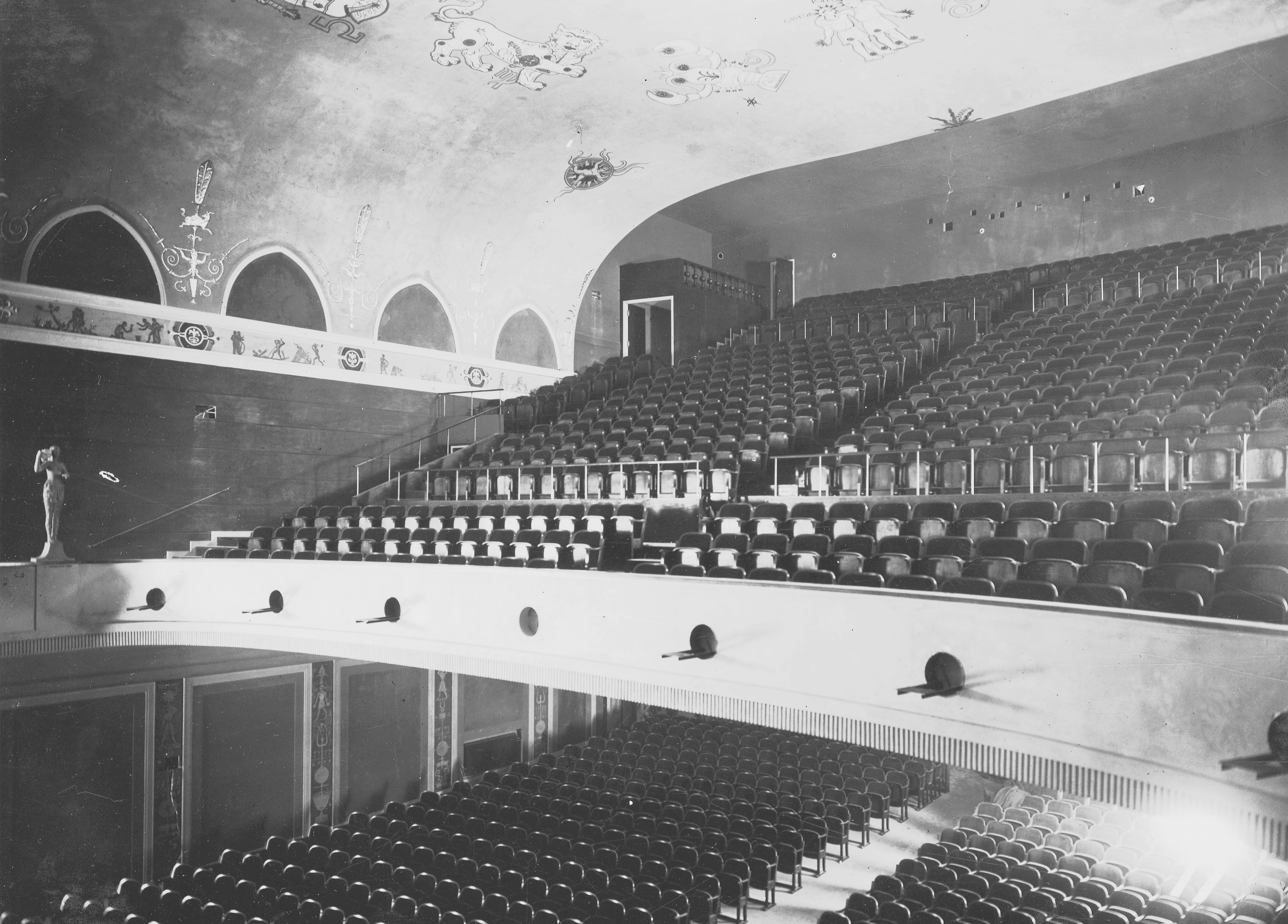
Göta Lejons salong och läktare 1930-tal.

- 25 januari 1928 - Göta Lejon invigs som SF-biograf. Senare gjordes lokalen om så att filmvisningar kunde alterneras med teaterföreställningar med bl.a. Ernst Rolf och Hasse & Tage.
- 22 november 1977 spelade The Runaways här.
- 11 oktober 1978 spelade AC/DC här.
- 1980-talet - Filmvisningarna upphör helt och lokalen används mer som konsertlokal.
- 1983 Spelades Evita för första gången i Sverige, med amerikanska skådespelare och dekor ifrån den sista turnerande musikalen i Amerika.
- 1984 Spelade Metallica för första gången i Sverige.
- 15 januari 1986 spelade Johnny Winter här.
- 6 juni 1989 gjorde R.E.M. här sin första spelning i Sverige.
- 30 september 1989 - Göta Lejon upphör som konsert- och revylokal då Svensk Filmindustri säljer fastigheten till fastighetsbolaget Diligentia.
- 1994 - GL Teaterproduktion ändrar på konceptet och Göta Lejon görs om till en framgångsrik musikalscen. Här spelas 1995-1997 teaterns största publiksuccé, The Sound of Music med Carola och Tommy Nilsson.
- 22 januari 1998 - Teatern öppnas åter efter en omfattande renovering av scenen och dess bakre utrymmen för att hysa Stockholms mest påkostade musikalproduktion, Miss Saigon. Salongen får också fler sittplatser igen. Samtidigt öppnas högst upp i teatern en restaurang och bar Lejonbaren, senare kallad The Greenroom.
- År 2000 tar skådespelaren och regissören Staffan Götestams bolag Proscenia över driften och för musikaltraditionen vidare.
- Den 1 maj samma år vandaliseras delar av baldakinen under en Reclaim the City-manifestation.[2]
- 2008 bildas 3 Sagas AB genom samgåendet av Proscenia och 3 Sagas Holding. Det nya bolaget inleder den nya eran med The Buddy Holly Musical med Brolle i huvudrollen, High School Musical med Idolvinnaren Kevin Borg och familjemusikalen Sune med Benjamin Wahlgren. Samtidigt hittade Raw Comedy Club ett nytt hem på Göta Lejon.
- Sedan 2010 är det Göta Lejon Produktion som står för uppsättningarna på Göta Lejon. Bolaget bildades för uppsättningen av den helt nyutvecklade musikalen Romeo & Julia som bygger på Shakespeares klassiska verk, men med moderniserat språk och med flera av pop- och rockmusikens stora hits. Musikalen Romeo & Julia hade premiär på Nyårsafton 2010 och spelades sedan under våren och hösten 2011. Romeo spelades av Måns Zelmerlöw, Julia av Lisette Pagler och Fader Laurence av Loa Falkman.
- På påskdagen den 8 april 2012 var det premiär för Jesus Christ Superstar med Ola Salo i titelrollen.

## Artister som har uppträtt i Göta Lejon
- 1976: Hasse och Tage
- 1977: UFO (26.4.1977), Rush (8.6.1977), Ultravox (20.10.1977), The Runaways (22.11.1977)
- 1978: Patti Smith (18.8.1978), The Sweet (15.2.1978), Bo Diddley (8.3.1978), Talking Heads (14.6.1978), Elvis Costello & The Attractions (10.7.1978), The Boomtown Rats (10.8.1978), AC/DC (11.10.1978), Rory Gallagher (30.10.1978), Ian Dury & The Blockheads (14.11.1978), Peter Tosh (28.11.1978)
- 1979: City Boy (18.1.1979), Suzi Quatro (8.2.1979), Cheap Trick (28.2.1979), Commodores (21.8.1979[3]), Southside Johnny & The Asbury Jukes (19.10.1979), John Hiatt (19.10.1979), UFO (5.12.1979), U.K. (6.12.1979)
- 1980: Ulf Lundell (21.1.1980), Ellen Foley (19.2.1980), Uriah Heep (28.3.1980), Stiff Little Fingers (18.4.1980), Madness (5.6.1980), Pretenders (10.6.1980), The J. Geils Band (18.6.1980), Ramones (28.8.1980), Scorpions (10.9.1980), Def Leppard (10.9.1980), Nina Hagen (11.9.1980), The Undertones (14.9.1980), Yellow Magic Orchestra (24.10.1980), Madness (3.11.1980), Steve Hackett (12.11.1980), AC/DC (20.11.1980), Whitesnake (20.11.1980), The Jam (25-26.11.1980), Ulf Lundell (22.12.1980)
- 1981: Whitesnake (7.5.1981), B.B. King (15.9.1981), Iron Maiden (8.9.1981), Grace Jones (29.9.1981), Ramones (27.10.1981), ZZ Top (2.10.1981), UB40 (28.10.1981)
- 1983: Lustans Lakejer (30.1.1983), Culture Club (7.4.1983), Orchestral Manoeuvres in the Dark (8.4.1983)
- 1984: Europe (5.4.1984), Uli Jon Roth (5.10.1984), Level 42 (18.10.1984), Big Country (14-15.11.1984), Marillion (19.11.1984), The Firm (29.11.1984), Tank (12.12.1984), Metallica (12.12.1984)
- 1985: Indochine (17-18.4.1985), Echo & the Bunnymen (29.4.1985), Uriah Heep (6.5.1985), Bon Jovi (15.5.1985), Yngwie Malmsteen (24.5.1985), Imperiet (19-20.12.1985)
- 1986: Imperiet (7-8.1.1986), Johnny Winter (15.1.1986), Eldkvarn (4.4.1980), Matt Bianco (8.4.1986), The Cramps (10.4.1986), King Diamond (16.5.1986)
- 1987: Manowar (29.5.1987), Stryper (2.6.1987)
- 1988: Chaka Khan (11.11.1988), Roxette (21-24.11.1988), Michelle Shocked (5.12.1988), Billy Bragg (5.12.1988)
- 1989: Nitzer Ebb (10.2.1989), Mike + the Mechanics (2.3.1989), IQ (2.3.1989), Manowar (4.4.1989), Drifter (4.4.1989), Motörhead (9.4.1989), Noiseworks (18.5.1989), R.E.M. (6.6.1989)
- 1999: Henry Rollins (16.11.1999)
- 2001: Henry Rollins (15.5.2001), Suzanne Vega (3.7.2001)
- 2002: Stefan Sundström (11.2.2002), Conway Savage (2.9.2002), 16 Horsepower (2.9.2002), Last Days of April (7.9.2002)
- 2004: Steve Vai (16.6.2004), Joe Satriani (16.6.2004), Robert Fripp (16.6.2004), Anna Ternheim (29-30.11 & 6-7.12.2004)
- 2008: Tomas Andersson Wij (5.3.2008), Jennie Abrahamson (5.3.2008), Ane Brun (9.4.2008), Blackmore's Night (3.6.2008)
- 2013: Mando Diao (7.2.2013)
- 2014: Cat Power (3.11.2014), Daniel Norgren (12.11.2014), Bill Wyman's Rhythm Kings (2.12.2014)
- 2015: Joshua Radin (30.4.2015), Cary Brothers (30.4.2015), The Tarantula Waltz (28-29.6.2015), The Tallest Man on Earth (28-29.6.2015), Mina Tindle (13.9.2015), Sufjan Stevens (13.9.2015), Daniel Norgren (28.10.2015), Steve Earle & The Dukes (3.11.2015), Ulf Lundell (24-25.11 & 31.12.2015)
- 2016: Henry Rollins (31.1.2016), Manfred Mann's Earth Band (1.2.2016)
- 2017: Conor Oberst (24.1.2017), Elvis Costello (22.2.2017), Daniel Norgren (10.4.2017), Petter (25.4.2017), Parliament-Funkadelic (8.5.2017), Patti Austin (12.11.2017), Diego el Cigala (15.11.2017)
- 2018: Magnus Carlson (15.2.2018), The Blind Boys of Alabama (9.4.2018), Eva Dahlgren (6.5.2018), Imogen Heap (8.9.2018), Frou Frou (8.9.2018), Passenger (22.9.2018), Magnus Uggla (10.11.2018)
- 2019: Magnus Uggla (1.2.2019), Yann Tiersen (24.2.2019), Magnus Uggla (1.3.2019), Manfred Mann's Earth Band (5.3.2019), Bill Callahan (12.10.2019), Le Mystère des voix bulgares (19.10.2019), Lisa Gerrard (19.10.2019), Michael Kiwanuka (30.11.2019)
- 2020: City and Colour (19.2.2020), Magnus Uggla (22.2.2020)

## Bilder

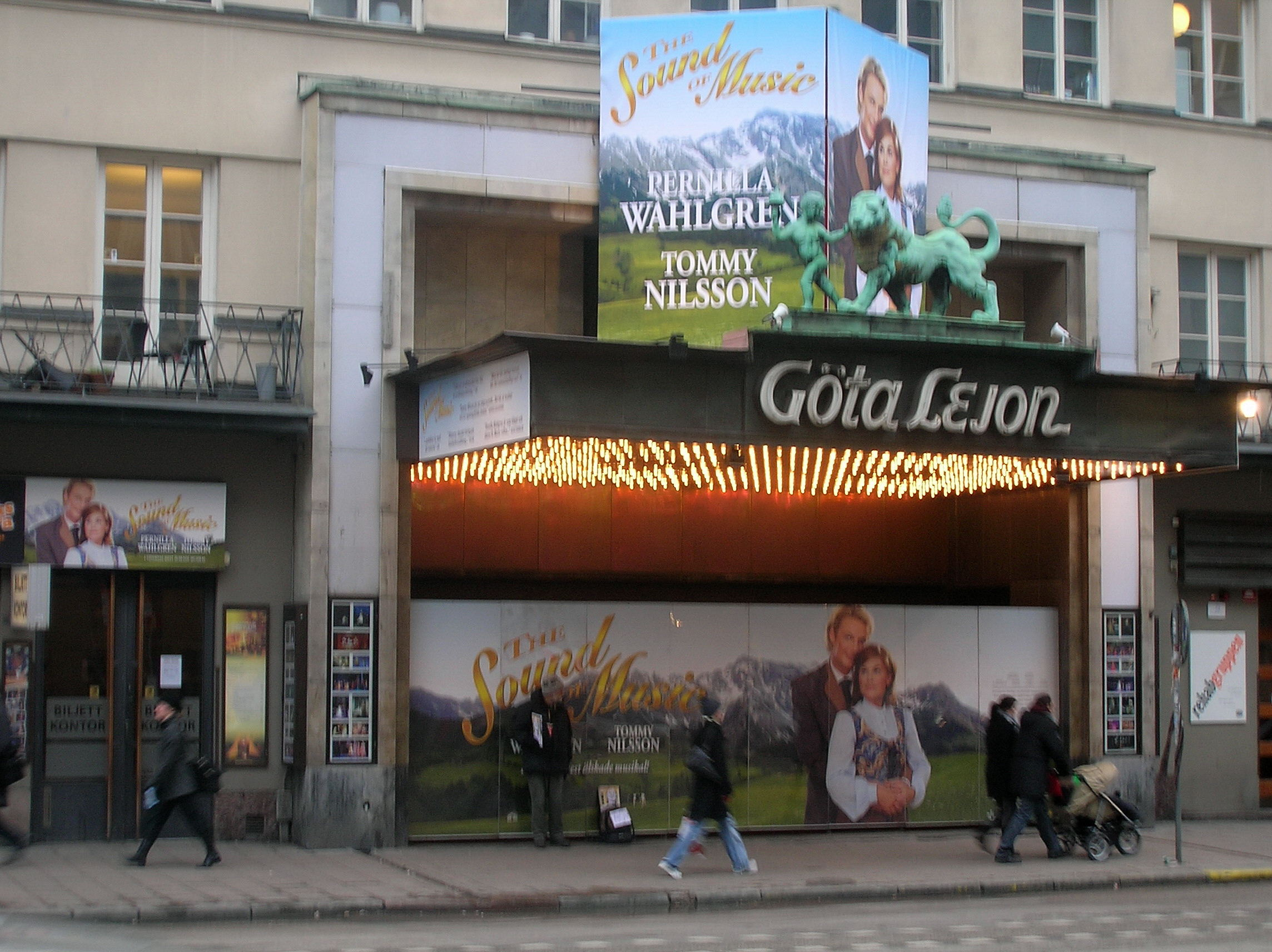
Teater Göta Lejon, februari 2008, man ger "The Sound of Music".
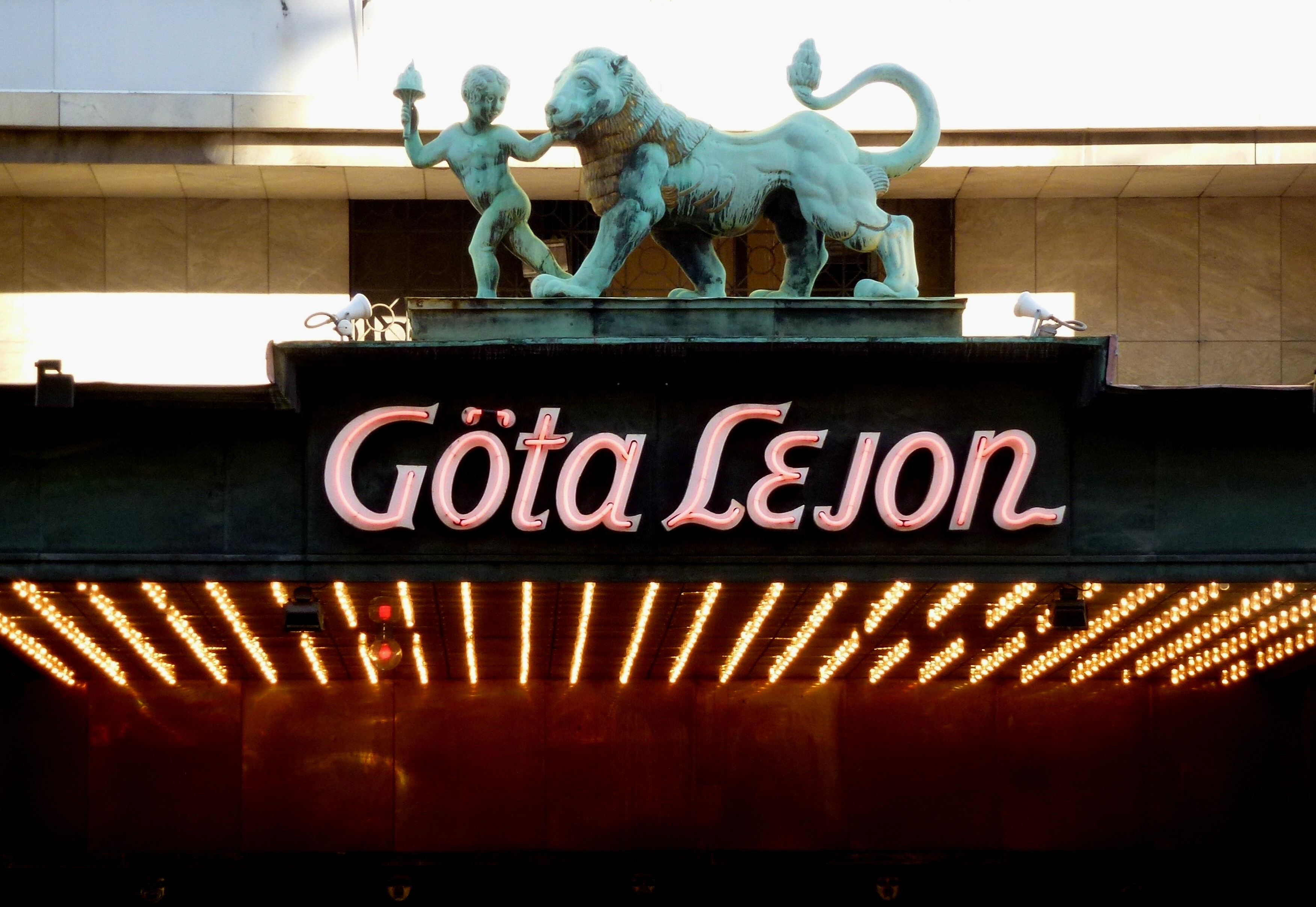
Baldakinen med Einar Forseths lejon i koppar.
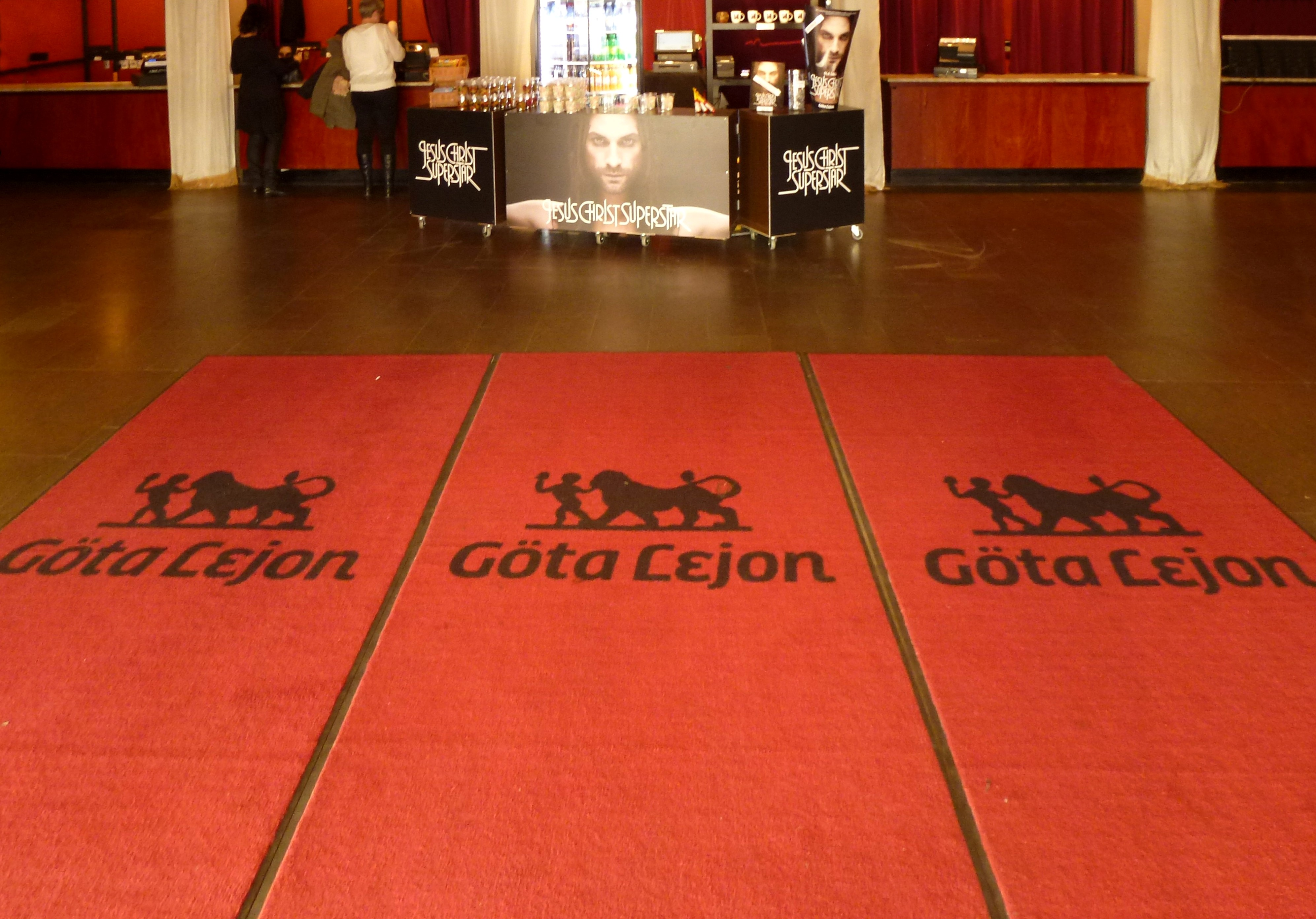
Röda mattan med lejonmotiv.
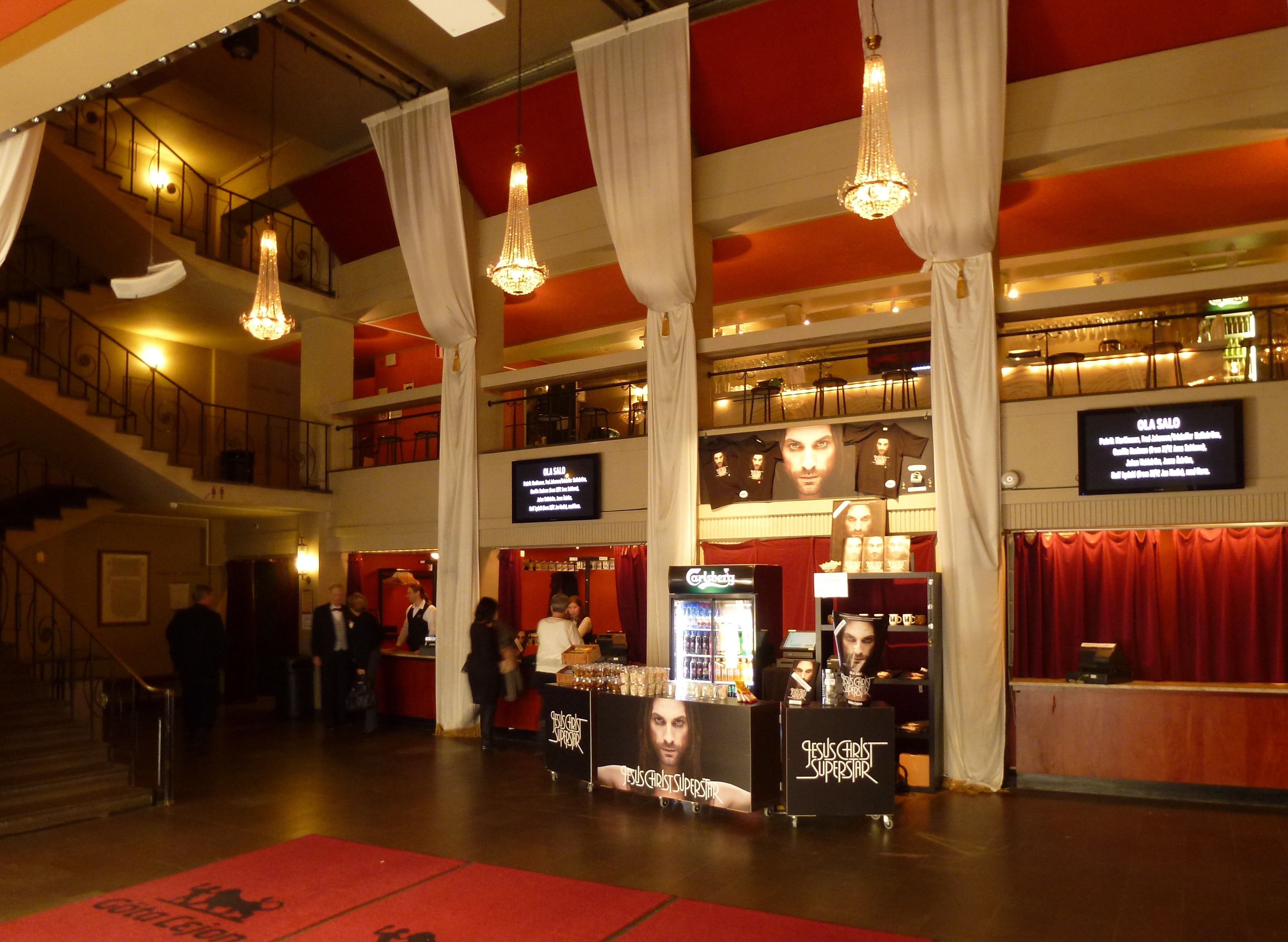
Teaterns foajé, oktober 2012.